# Neoseiulus striatus
Neoseiulus striatus är en spindeldjursart som först beskrevs av Wu 1983.  Neoseiulus striatus ingår i släktet Neoseiulus och familjen Phytoseiidae. Inga underarter finns listade i Catalogue of Life.